# Турунов, Иван Евдокимович
Ива́н Евдоки́мович Туруно́в (14 апреля 1898 — 5 августа 1941) — советский военачальник, в начальный период Великой Отечественной войны командир 169-й стрелковой дивизии, генерал-майор (1940).

## Биография
Родился 14 апреля 1898 года в селе Береговые Сыреси Симбирской губернии (ныне Ичалковский район Республики Мордовия) в крестьянской семье. В 1912 году окончил 2-х классное Берегово-Сыресевское училище. Работал шорником, изготавливал конскую сбрую и другие изделия из кожи. После Октябрьской революции добровольцем ушёл в Красную Гвардию. В 1918 году вступил в РККА. Принимал активное участие в гражданской войне на Западном и Восточном фронтах. В составе партизанского отряда сражался против казаков генерала Дутова.
В 1927 году окончил пехотное училище. Занимал должности адъютанта командира полка, помощника начальника штаба полка в 24-й Самаро-Симбирской железной стрелковой дивизии, командовал 44-м стрелковым полком 15-й Сивашской стрелковой дивизии. Окончил Военную Академию имени Фрунзе. Командовал 99-й стрелковой дивизией, однако в январе 1940 года заменён на этой должности полковником А. А. Власовым и назначен командиром 169-й стрелковой дивизии, дислоцированной в Виннице.

Секретно
Выписка из приказа Народного комиссара обороны СССР по личному составу
№ 081
10 января 1940 г.
г. Москва
Командир 99-й стрелковой дивизии комбриг Турунов Иван Евдокимович освобождается от занимаемой должности и назначается командиром 169-й стрелковой дивизии.— Народный комиссар обороны СССР
Маршал Советского Союза
(К. Ворошилов)
Пом. начальника 3-го отделения ОНС КОВО
Техник-интендант 2 ранга (Бусленко) подпись
Постановлением Совета Народных Комиссаров СССР от 7 мая 1940 года комбригу И. Е. Турунову присвоено воинское звание «генерал-майор».
С началом Великой Отечественной войны дивизия в составе 17-го стрелкового корпуса 18-й армии Южного фронта.
3 августа 1941 года в 10.00 на командном пункте дивизии, находившемся в здании городской больницы № 2 города Первомайск во время миномётного обстрела был смертельно ранен. Самолётом эвакуирован в город Харьков 4 августа, однако 5 августа 1941 года скончался в госпитале № 408 от осложнения газовой флегмоной оскольчатого ранения левой тазо-бедренной области. Сначала был похоронен на кладбище Холодной горы в Харькове, однако в 1960-х годах кладбище ликвидировали. Перезахоронен в 1967 году на 2-м городском кладбище Киевского района. Но в Книге Памяти, Харьковская область указано что он похоронен на Лысогорском кладбище.
Место жительство, почтовый адрес: г. Харьков, Основа, ул. Сунзинская, дом № 21, квартира № 25

## Награды
- орден Красного Знамени (5 ноября 1942, посмертно).
- Медаль XX лет Рабоче-Крестьянской Красной Армии (22 февраля 1938)

## Память
- именем генерал-майора Турунова названа улица в городе Первомайск, Николаевская область.
- возле горбольницы № 2, где генерал-майор Турунов получил ранение, установлен памятный знак.
- мемориальная доска в селе Береговые Сыреси, открыта 22 июня 2014 года[5].